# Pomatoschistus tortonesei
Il ghiozzetto di Faro o ghiozzetto di Tortonese (Pomatoschistus tortonesei) è un piccolo pesce d'acqua salmastra appartenente alla famiglia dei Gobiidae.

## Distribuzione ed habitat
Il suo areale è limitato alle acque basse di alcune lagune a salinità variabile con rocce e praterie in Sicilia (lagune di Tindari, Marsala e Faro) ed in Libia (laguna di Farwah). La specie è altamente eurialina.

## Descrizione
Appare assai simile ai congeneri rispetto ai quali si riconosce, oltre che per il peculiare habitat ed il ridotto areale, per i seguenti caratteri:
- testa e corpo massicci (relativamente alle sue minuscole dimensioni)
- gola e ventre giallo acceso nella femmina e giallastre nel maschio
- colorazione marrone chiaro con striature verticali più scure.

Le dimensioni sono minuscole dato che non supera i 3,5 cm ed usualmente è assai più piccolo.

## Alimentazione
Basata su invertebrati come Crostacei e Gasteropodi.

## Pesca
Occasionale e di nessun interesse.